# Datio in solutum
Datio in solutum è una locuzione latina utilizzata, nell'ordinamento giuridico italiano, dal codice civile per indicare la «prestazione in luogo di adempimento», cioè la sostituzione della prestazione originariamente dovuta con una di natura diversa.
Ad esempio: Tizio è obbligato a dare 1.000 euro a Caio, ma non disponendo di denaro liquido decide di saldare il debito tramite un bene sostitutivo al denaro, ovvero assegnandogli un bene mobile del valore di 1.000 euro.

## Natura giuridica
L'istituto rientra, assieme ad adempimento, compensazione e confusione, tra i modi satisfattori estintivi dell'interesse creditori. In ossequio al principio giuridico secondo il quale non può normalmente (salvo nel contratto a favore di terzo) modificarsi la situazione patrimoniale di un soggetto senza il suo consenso, è essenziale la volontà del creditore l'accordo tra i due soggetti del rapporto obbligatorio; pertanto si è in presenza di un "contratto a titolo oneroso" solutorio, come ritiene la maggior parte della dottrina e della giurisprudenza. Rientra altresì tra i negozi ad effetti traslativi, in quanto determina il trasferimento del bene o del diritto dal debitore al creditore).
A esso si applicano pertanto le regole previste dalla disciplina generale del contratto. Anche se la prestazione offerta in sostituzione fosse di valore maggiore di quella dovuta, essa non può liberare il debitore dalla propria obbligazione senza il consenso del creditore, che deve quindi accettare la prestazione specificando che la considera come adempimento.
L'effetto solutorio, ai sensi dell'art. 1197 del Codice civile, si verifica solo al momento in cui la prestazione diversa viene eseguita dal debitore. L'esecuzione diviene dunque un requisito legale dell'effetto solutorio del contratto.

## Disciplina dell'istituto
Essendo applicabile la disciplina generale sui contratti, sono derivati alcune problematiche risolte nel corso del tempo dai giuristi. Le questioni principali inerivano alla forma e alla trascrizione della datio in solutum, nel caso di trasferimento di diritti reali immobiliari.
Sulla forma, in osservanza dell'art. 1350 comma 1 c.c., si ritiene necessaria quella scritta ad substantiam solo nelle ipotesi in cui essa è prevista. In tutte le altre situazioni, si ritiene possa essere accettata la generale libertà delle forme. Per quanto concerne la trascrizione, la dottrina prevalente ritiene che essa vada eseguita al momento della stipula dell'accordo e non alla consegna del bene, evento che determina l'effetto solutorio-satisfattivo proprio dell'istituto.
In ordine alla patologia del contratto in questione risulta pacificamente applicabile la disciplina generale in materia di invalidità (nullità ed annullabilità a seguito di vizi della volontà o incapacità naturale). Peraltro, qualora la nuova prestazione sia divenuta impossibile per causa non imputabile al debitore, è da escludersi il risarcimento del danno conseguente all’inadempimento.
Non essendoci disposizioni normative da cui è possibile desumere il contrario, oggetto del negozio in esame può essere qualunque tipo di prestazione (dare, facere e non facere). Pertanto, occorre solamente che vi sia diversità tra la prestazione originaria e quella sostitutiva, non rilevando la natura di entrambe le obbligazioni. Si è escluso che il valore tra i due beni scambiati debba necessariamente essere uguale, potendosi ipotizzare il caso in cui esso (il valore) sia maggiore.

### Cessione di credito
La datio in solutum può essere realizzata altresì mediante una cessione di credito (art. 1198 c.c.). In particolare, il trasferimento di un credito in luogo di altra prestazione integra, salva diversa volontà delle parti, un’ipotesi di cessione pro solvendo, in quanto il debitore non è liberato dall’originaria obbligazione fino a quando il credito ceduto non sia adempiuto.
In sostanza, con la datio in solutum di un credito, l'accipiens diventa titolare di due diritti di credito concorrenti, ma quello originario diventa, per così dire, quiescente, e finisce per rivestire una sostanziale funzione di garanzia. Detto credito si estingue solo nel caso il credito ceduto sia adempiuto dal terzo debitore ovvero, ex art. 1267 comma 2 c.c. qualora la mancata realizzazione del credito sia dipesa da negligenza del cessionario nell'iniziare o proseguire le azioni di adempimento nei confronti del debitore ceduto insolvente.
L'inadempimento (definitivo) del debitore ceduto provoca pure l'inadempimento della datio in solutum: conseguentemente l'accipiens, fatto salvo in ogni caso il diritto al risarcimento del danno ex art. 1218 c.c, potrà agire per l'adempimento del contratto da parte del solvens. Agendo in giudizio potrà infatti chiedere in via giudiziale la condanna dell'insolvente ad eseguire l'originaria prestazione, oppure, quando non più interessato a riceverla, la risoluzione della datio in solutum.

## Differenze con altri istituti simili

### Obbligazione facoltativa
Taluni hanno affiancato alla datio in solutum l'obbligazione facoltativa, mentre in essa la facoltà di liberarsi è possibile sin dall'inizio. Inoltre, mentre nella prima fattispecie si è di fronte ad un negozio che estingue l'obbligazione, nella seconda la facoltà di eseguire una prestazione differente è riconosciuta sin dal principio.

### Patto commissorio
La giurisprudenza ha distinto altresì la datio dal patto commissorio, espressamente vietato dal legislatore italiano. La divergenza sta nel fatto che nella datio in solutum l'effetto traslativo dipende direttamente dalla volontà del debitore (libera scelta) ed è finalizzato all'affrancazione dal vincolo obbligatorio pregresso; nel patto commissorio tale effetto dipende da un fattore futuro ed incerto, ossia l'inadempimento del debitore stesso, che, quindi, non ha già predeterminato ex ante di adempiere con la cessione del bene al creditore.

### Novazione
Occorre poi non ritenere la datio in solutum una specie di novazione. Questo istituto prevede infatti la nascita di una nuova obbligazione al posto di quella che originaria, che subito si estingue; nella dazione, come si è detto, si ha estinzione solo nel momento in cui il debitore adempie alla prestazione, non rilevando pertanto il mutamento della natura della stessa.